# Wang Chong (Regisseur)
Wang Chong (chinesisch 王翀, Pinyin Wáng Chōng; * 8. Januar 1982 in Peking, Volksrepublik China) ist ein chinesischer Regisseur.

## Leben
Wang inszenierte während seines Studiums von 2005 bis 2008 an die University of Hawaii und die University of California, Irvine. 2008 gründete er das Théâtre du Rêve Expérimental in Peking als Regisseur und künstlerischer Leiter. Seine Inszenierungen touren weltweit, u. a. in China, Hongkong, Taiwan, Japan, Südkorea, USA, Kanada, UK, Frankreich, den Niederlanden, Norwegen, und Australien.
Gilt, laut The Beijing News, als »Avantgarde Künstler von 2012«. Wang ist seit 2013 Mitglied des Asian Cultural Council.

## Inszenierungen

### Regiearbeiten (Weltpremiere)
- »Geister 2.0« von Wang Chong nach Henrik Ibsen (2014 Seoul Asian Theater Directors Festival)
- »The Warfare of Landmine 2.0« von Wang Chong und Zhao Binghao nach Liu Qihui (2013 Festival/Tokyo Award)
- »Ibsen in One Take« von Oda Fiskum nach Henrik Ibsen (2013 Festival de Keuze Rotterdam)[1]
- »Gewitter 2.0« von Wang Chong nach Cao Yu (2013 Taipei Arts Festival)[2]
- »Kurukulla« von ZHAO Binghao (2013 New York).
- »Flowers on the Sea« von Wang Chong nach Han Bangqing (2012 Shanghai International Arts Festival)

### Regiearbeiten (chinesische Premiere)
- »Constellations« von Nick Payne (2014)
- »The Agony and the Ecstasy of Steve Jobs« von Mike Daisey (2012)
- »Central Park West« von Woody Allen (2011)
- »Die Hamletmaschine« von Heiner Müller (2010)
- »Gier« von Sarah Kane (2009)
- »Selbstbezichtigung« von Peter Handke (2009)
- »Die arabische Nacht« von Roland Schimmelpfennig (2007)